# Toledo (Belize)
Toledo é um distrito de Belize com uma área de 4.649 km², sua capital é a cidade de Punta Gorda. No último censo realizado em 2022, a população do distrito era de 37.124 habitantes.
Além da capital, o distrito conta com 63 vilas, estas sendo: Aguacate, Barranco, Bella Vista, Big Falls, Bladden, Blue Creek, Boom Creek, Cattle Landing, Conejo, Corazón, Crique Jute, Crique Largo, Crique Sarco, Crique Trosa, Dolores, Dump, Elridge, Forest Home, Golden Stream, Graham Creek, Hicattee, Hicattee Southern Highway, Indian Creek, Jacinto/Westmoreland, Jalacté, Jordan, Laguna, Mabilha, Mafredi, Mango Walk, Medina Bank, Midway, Monkey River, Moody Hill, Na Lum Kah, New Road Area, Otoxha, Pinehill, Pueblo Viejo, Punta Negra, San Antonio, San Benito Poite, San Felipe, San Isidro, San José, San Lucas, San Marcos, San Miguel, San Pablo, San Pedro, San Vicente, Santa Ana, Santa Cruz, Santa Elena, Santa Teresa, Silver Creek, Sunday Wood, Swasey, Tambran, Trio, Wilson Road e Yemery Grove.